# Demandice
Demandice es un municipio del distrito de Levice en la región de Nitra, Eslovaquia, con una población estimada a final del año 2024 de 915 habitantes.
Se encuentra ubicado al este de la región, cerca de los ríos Ipoly y Hron (ambos, afluentes izquierdos del Danubio) y de la frontera con la región de Banská Bystrica.

## Demografía
| Año        | 1994 | 2004    | 2014    | 2024   |
| ---------- | ---- | ------- | ------- | ------ |
| Población  | 1031 | 1001    | 1000    | 915    |
| Diferencia |      | −2,90 % | −0,09 % | −8,5 % |

| Año        | 2023 | 2024    |
| ---------- | ---- | ------- |
| Población  | 919  | 915     |
| Diferencia |      | −0,43 % |